# Instituto Americano de la Bisexualidad
El Instituto Americano de la Bisexualidad (en inglés 'American Institute of Bisexuality' o AIB), también conocido como la Fundación Bisexual o la Fundación Bi es una ONG fundada el 23 de julio de 1998, por el sexólogo, psiquiatra y activista bisexual, Fritz Klein para promover la investigación y la educación sobre cuestiones específicas a esta orientación sexual dentro y fuera de los Estados Unidos. Esta institución lleva a cabo diferentes iniciativas con el doble objetivo de asistir para que la investigación académica tenga en cuenta la bisexualidad en estudios en la que pueda ser relevante, evitando el borrado bisexual y simultáneamente informar al público, LGBT o no, sobre la bisexualidad.

## Actividades
Notablemente, el Instituto publica el Journal of Bisexuality, una revista académica trimestral centrada en temas relacionados con la bisexualidad. Además, gestiona la página bi.org, un sitio de educación y divulgación orientado a proporcionar al público información con base científica sobre la bisexualidad.
El Instituto Americano de la Bisexualidad también cuenta con una división conocida como «la Fundación Bi» que lleva a cabo actividades de divulgación, acción en grupo y educación en estados unido y el extranjero. También ofrece becas para la investigación científica en relación con la bisexualidad.
Han sido mecenas de diferentes iniciativas culturales como puedan ser los premios literarios Lambda, que recompensan a autores LGBT en inglés.
En junio de 2013, el Instituto Americano de la Bisexualidad y el Bisexual Organizing Project financiaron la primera BiReConUSA, acrónimo construido a partir de "bi research convention USA", es decir, "convención estadounidense de investigación sobre la bisexualidad". El congreso se inspiró y tomó como paradigma el BiReCon que ya tenía lugar en Reino Unido desde 2008, una conferencia enfocada hacia investigadores durante la celebración de la Bicon (en), que es un encuentro mucho más amplio y bien implantado. La convención fue copresidida por la Dra. Lauren Beach y Alex Lantaffi.La reunión fue descrita como un éxito de participación.

## Historia
El instituto fue fundado en  San Diego en el año 1998 por Fritz Klein, que ya había fundado anteriormente otra organización llamada «Foro Bisexual». Su convicción era que la problemática del borrado bisexual introducía un sesgo que impede a los investigadores estimar correctamente la prevalencia de la bisexualidad y, al mismo tiempo, impide a muchos jóvenes a identificar su orientación sexual por falta de información accesible o ejemplos de modelos a seguir. Su convicción era que numerosos individuos son bisexuales sin saberlo, lo cual justifica la labor de vulgarización sexológica al respecto.
El Instituto se constituye como una Organización sin ánimo de lucro de Delaware, registrada a efectos fiscales como una fundación privada.